# Septoriella
Septoriella is een geslacht van schimmels uit de klasse Dothideomycetes. De typesoort is Septoriella phragmitis.  

## Soorten
Volgens Index Fungorum telt het geslacht 47 soorten (peildatum maart 2023):
| Soortnaam                               | Auteur(s)                                                         | Publicatiejaar |
| --------------------------------------- | ----------------------------------------------------------------- | -------------- |
| Septoriella agrostina                   | (Mapook, Camporesi & K.D. Hyde) Y. Marín & Crous                  | 2019           |
| Septoriella allojunci                   | W.J. Li, Camporesi, Bhat & K.D. Hyde                              | 2015           |
| Septoriella artemisiae                  | (Wanas., Bulgakov, E.B.G. Jones & K.D. Hyde) Y. Marín & Crous     | 2019           |
| Septoriella arundinicola                | (Wanas., Camporesi, E.B.G. Jones & K.D. Hyde) Y. Marín & Crous    | 2019           |
| Septoriella arundinis                   | (W.J. Li, Camporesi, Bhat & K.D. Hyde) Y. Marín & Crous           | 2019           |
| Septoriella atrata                      | Roberge ex Sacc.                                                  | 1907           |
| Septoriella biformis                    | Sacc.                                                             | 1921           |
| Septoriella bromi                       | (Wijayaw., W.J. Li, Camporesi, Bhat & K.D. Hyde) Y. Marín & Crous | 2019           |
| Septoriella callistemonis               | Crous                                                             | 2021           |
| Septoriella camporesii                  | Goonas. & Hyde                                                    | 2020           |
| Septoriella canadensis                  | Nag Raj                                                           | 1993           |
| Septoriella caroliniana                 | Nag Raj                                                           | 1993           |
| Septoriella chlamydospora               | (Jayasiri, Camporesi & K.D. Hyde) Thambug. & K.D. Hyde            | 2017           |
| Septoriella dactylidicola               | Y. Marín & Crous                                                  | 2019           |
| Septoriella dactylidis                  | (Wanas., Jayasiri, Camporesi & K.D. Hyde) Y. Marín & Crous        | 2019           |
| Septoriella elongata                    | (Wehm.) Y. Marín & Crous                                          | 2019           |
| Septoriella forlicesenica               | (Thambug., Camporesi & K.D. Hyde) Y. Marín & Crous                | 2019           |
| Septoriella garethjonesii               | (Thambug., Camporesi & K.D. Hyde) Y. Marín & Crous                | 2019           |
| Septoriella germanica                   | Crous, R.K. Schumach. & Y. Marín                                  | 2019           |
| Septoriella halensis                    | B. Sutton & Melnik                                                | 1999           |
| Septoriella hibernica                   | Crous, Quaedvl. & Y. Marín                                        | 2019           |
| Septoriella hirta                       | (Sacc.) Hern.-Restr. & Crous                                      | 2015           |
| Septoriella hollandica                  | Crous, Quaedvl. & Y. Marín                                        | 2019           |
| Septoriella huberti                     | Hern.-Restr., J.Z. Groenew. & Crous                               | 2015           |
| Septoriella italica                     | (Thambug., Camporesi & K.D. Hyde) Y. Marín & Crous                | 2019           |
| Septoriella junci                       | (Desm.) B. Sutton                                                 | 1980           |
| Septoriella mexicana                    | Sacc.                                                             | 1913           |
| Septoriella muriformis                  | (Ariyaw., Camporesi & K.D. Hyde) Y. Marín & Crous                 | 2019           |
| Septoriella neoarundinis                | Y. Marín & Crous                                                  | 2019           |
| Septoriella neodactylidis               | Y. Marín & Crous                                                  | 2019           |
| Septoriella oleae                       | Sarej.                                                            | 1936           |
| Septoriella oudemansii                  | Crous & Quaedvl.                                                  | 2014           |
| Septoriella philippinensis              | Sacc.                                                             | 1916           |
| Septoriella phragmitis                  | Oudem.                                                            | 1889           |
| Septoriella poae                        | (Crous & Quaedvl.) Hern.-Restr., J.Z. Groenew. & Crous            | 2015           |
| Septoriella pseudophragmitis            | Crous, Quaedvl. & Y. Marín                                        | 2019           |
| Septoriella restionis                   | S.J. Lee & Crous                                                  | 2003           |
| Septoriella rockiana                    | (Petr.) Nag Raj                                                   | 1993           |
| Septoriella rosae                       | (Mapook, Camporesi & K.D. Hyde) Y. Marín & Crous                  | 2019           |
| Septoriella subcylindrospora            | (W.J. Li, Camporesi & K.D. Hyde) Y. Marín & Crous                 | 2019           |
| Septoriella thalassica                  | (Speg.) Nag Raj                                                   | 1993           |
| Septoriella trachycarpa                 | Joanne E. Taylor, K.D. Hyde & E.B.G. Jones                        | 2003           |
| Septoriella trachycarpi                 | Joanne E. Taylor, K.D. Hyde & E.B.G. Jones                        | 2003           |
| Septoriella tridentina                  | Thambug., Camporesi & K.D. Hyde                                   | 2017           |
| Septoriella unigalerita                 | Kohlm. & Volkm.-Kohlm.                                            | 2000           |
| Septoriella vagans (Septoriella vagans) | (Niessl) Y. Marín & Crous                                         | 2019           |
| Septoriella viciae                      | Andrian. & Minter                                                 | 2007           |